# Rocío Marín
Rocío Marín (Jerez de la Frontera, 1981) es una actriz y maestra de interpretación española, conocida por sus papeles como Greta Garmendia en La que se avecina.

## Vida y carrera
Rocío comenzó sus estudios en arte dramático en 1999 en Madrid, comenzando poco después a interpretar papeles en obras de teatro.
En 2016 incursionó en el medio audiovisual apareciendo en el cortometraje Locas, y desde entonces hasta 2022 interpretó multitud de papeles secundarios en producciones como Campeones, El universo de Óliver y Machos alfa.
En el año 2023 se unió al reparto de la decimocuarta temporada de la serie de Telecinco La que se avecina, en el papel de Greta Garmendia, sustituyendo a la fallecida Laura Gómez-Lacueva, que interpretó al personaje la temporada anterior.

## Filmografía

### Cine
| Año  | Título                | Papel                | Notas        |
| ---- | --------------------- | -------------------- | ------------ |
| 2016 | Locas                 | Ella misma           | Cortometraje |
| 2018 | Campeones             | Madre autobús Cuenca | Película     |
| 2020 | 450 euros con wifi    | Berta                | Cortometraje |
| 2020 | Mi gran despedida     | Milagri              | Película     |
| 2022 | El universo de Óliver | Ángeles              | Película     |
| 2022 | Claudia               |                      | Cortometraje |

### Televisión
| Año       | Título            | Papel                           | Notas        |
| --------- | ----------------- | ------------------------------- | ------------ |
| 2017      | Centro médico     | Episódico                       | 1 episodio   |
| 2017      | Vergüenza         | Episódico                       | 1 episodio   |
| 2021-2023 | La que se avecina | Guardia civil / Greta Garmendia | Protagonista |
| 2022      | Machos alfa       | Clerk                           | 1 episodio   |

## Teatro
- Dentro de la tierra
- Desatadas
- Prometeo
- Tres sombreros de copa[5]
- Las Asambleístas (las que tropiezan)[6]